# Тануи, Пол
Пол Кипнгетич Тануи (род. 22 декабря 1990 года) — кенийский легкоатлет, который специализируется в беге на длинные дистанции. Чемпион мира по кроссу 2009 года среди юниоров. Серебряный призёр чемпионата мира по кроссу 2011 года в личном первенстве и победитель в командном зачёте. На чемпионате мира 2011 года занял 9-е место в беге на 10 000 метров. Победитель кросса Cross Internacional Juan Muguerza 2012 года.
В настоящее время тренируется в Фукуоке.

## Достижения
26 января 2014 года стал победителем кросса Cinque Mulini. 16 марта он выступил на Лиссабонском полумарафоне и занял на нём 7-е место — 1:02.48. 30 мая занял 2-е место на соревнованиях Prefontaine Classic в беге на 10 000 метров с личным рекордом — 26.49,41.
29 мая 2015 года финишировал 2-м на Prefontaine Classic с результатом 26.51,86. 4 июня выступил на Golden Gala Pietro Mennea, где занял 2-е место на дистанции 5000 метров — 12.58,69.